# 대한민국 제22대 국회의원 선거 새로운미래 후보 목록
다음은 대한민국 제22대 국회의원 선거에 출마하는 새로운미래의 후보 목록이다. 새로운미래는 이번 선거를 앞두고 지역구 후보 28명과 비례대표 후보 11명을 공천했다.

## 지역구
| 선거구                              | 후보   | 경력                                                              |
| ----------------------------------- | ------ | ----------------------------------------------------------------- |
| 서울 종로구                         | 진예찬 | 민생당 최고위원                                                   |
| 서울 성북구 갑                      | 유승희 | 제17·19·20대 국회의원                                             |
| 서울 강북구 을                      | 이석현 | 제14·15·17·18·19·20대 국회의원                                    |
| 서울 강서구 갑                      | 남평오 | 전 국무총리비서실 민정실장                                        |
| 서울 동작구 갑                      | 전병헌 | 제17·18·19대 국회의원                                             |
| 인천 부평구 을                      | 홍영표 | 제18·19·20·21대 국회의원                                          |
| 광주 북구 을                        | 박병석 | 새로운미래 사무부총장                                             |
| 광주 광산구 갑                      | 정형호 | 바른미래당 재정위원장                                             |
| 광주 광산구 을                      | 이낙연 | 제16·17·18·19·21대 국회의원. 제37대 전라남도지사. 제45대 국무총리 |
| 대전 서구 갑                        | 안필용 | 전 대전광역시장 비서실장                                          |
| 대전 유성구 을                      | 김찬훈 | 대전YMCA 이사장                                                   |
| 대전 대덕구                         | 박영순 | 제21대 국회의원                                                   |
| 울산 남구 갑                        | 이미영 | 제7대 울산광역시의회 의원                                         |
| 세종특별자치시 갑                   | 김종민 | 제20·21대 국회의원                                                |
| 경기 부천시 을                      | 설훈   | 제15·16·19·20·21대 국회의원                                       |
| 경기 부천시 병                      | 장덕천 | 제22대 부천시장                                                   |
| 경기 평택시 병                      | 전용태 | 평택도시발전연구소 대표                                           |
| 경기 시흥시 을                      | 김상욱 | 국가정보원 부이사관                                               |
| 경기 하남시 을                      | 추민규 | 제10대 경기도의회 의원                                            |
| 경기 용인시 정                      | 이기한 | 단국대학교 교수                                                   |
| 강원 춘천시·철원군·화천군·양구군 갑 | 조일현 | 제14·17대 국회의원                                                |
| 충북 제천시·단양군                  | 이근규 | 제17대 제천시장                                                   |
| 충남 아산시 갑                      | 조덕호 | 전 충청남도지사 정무보좌관                                        |
| 전북 전주시 갑                      | 신원식 | 제20대 전라북도 정무부지사                                        |
| 전북 익산시 갑                      | 신재용 | 제60대 서울대학교 총학생회장                                      |
| 전북 남원시·장수군·임실군·순창군    | 한기대 | 남원행복만들기 회장                                               |
| 전남 담양군·함평군·영광군·장성군    | 김선우 | 복지TV 사장                                                       |
| 경북 상주시·문경시                  | 김영선 | 제11대 경상북도의회 의원                                          |

## 비례대표
| 순번 | 성명   | 경력                                 |
| ---- | ------ | ------------------------------------ |
| 1    | 양소영 | 더불어민주당 전국대학생위원장        |
| 2    | 조종묵 | 초대 소방청장                        |
| 3    | 주찬미 | 새로운미래 대변인                    |
| 4    | 신정현 | 제10대 경기도의회 의원               |
| 5    | 신연수 | 동아일보 논설위원                    |
| 6    | 김만흠 | 제8대 국회입법조사처장               |
| 7    | 홍서윤 | 한국장애인관광협회 대표              |
| 8    | 이범식 | 한국교통장애인협회 경산시지회장      |
| 9    | 서효영 | 북방경제협력위원회 국제관계 전문위원 |
| 10   | 이현주 | 김대중재단 청년위원장                |
| 11   | 배복주 | 제6대 정의당 부대표                  |

## 같이 보기
- 대한민국 제22대 국회의원 선거